# Mamie Buazo
Mamie Buazo Ngazale, née le 24 décembre 1988 à Kinshasa, est une footballeuse congolaise jouant au poste de gardienne de but. Elle est membre de l'équipe nationale féminine de la RD Congo.

## Carrière
Mamie Buazo est sélectionnée pour la RD Congo au niveau senior lors du Championnat d'Afrique féminin 2006, elle joue aussi pour les Grands Hôtels de Kinshasa,,.  